# Eugenio Castellucci
Eugenio Castellucci (21 aprile 1903 – ...) è stato un calciatore argentino, di ruolo centrocampista.

## Caratteristiche tecniche
In Argentina giocò come difensore destro e mediano destro.

## Carriera
Nella stagione 1930-1931 vinse uno scudetto con la Juventus.

## Palmarès

### Competizioni nazionali
- Campionato italiano: 1

Juventus: 1930-1931